# 西班牙哈布斯堡王朝
西班牙哈布斯堡王朝（西班牙語：Habsburgos españoles），是指西班牙在1516年至1700年間由哈布斯堡家族統治的時期，在西班牙當地又稱為奧地利王朝（Casa de Austria）。其與奧地利哈布斯堡王朝同宗，而其母系祖先分別為卡斯提爾女王伊莎貝拉一世和亞拉岡國王斐迪南二世，他們都是特拉斯塔馬拉家族的成員。除了統治西班牙及其廣大的殖民地之外，還同時統治西屬尼德蘭與意大利部分公國，以及在1580年至1640年間統治葡萄牙。該王朝在1700年卡洛斯二世去世後絕嗣，由波旁家族繼承西班牙王位。

## 起源

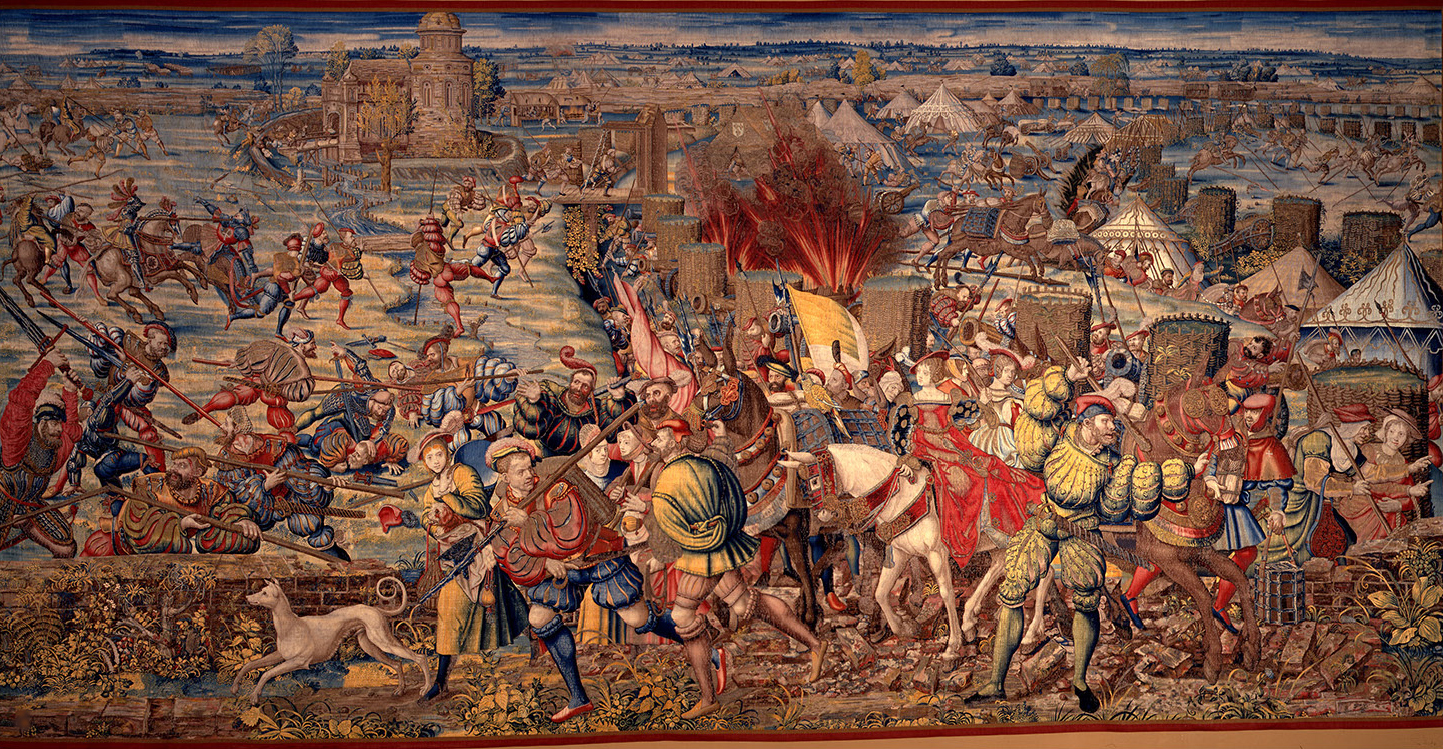
发生于1525年的帕維亞之戰，西班牙大敗法國，成為西歐第一強權

1504年卡斯提爾女王伊莎貝拉一世病逝。由於她與亞拉岡國王斐迪南二世所生的兒子都夭折，在伊莎貝拉身故以後，其女胡安娜（即“疯女胡安娜”）繼承卡斯提爾王位。神圣罗马帝国皇帝馬克西米連一世的兒子腓力（即卡斯提爾的腓力一世）以王夫的身分，和岳父斐迪南一起監國。1506年腓力去世后，斐迪南二世以摄政之名夺取卡斯提爾政权，架空胡安娜并于1509年以其精神失常为由将其关在一家修道院里。
1516年，斐迪南病逝，指定胡安娜和腓力的兒子西班牙王子兼奧地利大公卡爾（西班牙文名：卡洛斯，英譯查理）以特拉斯塔馬拉家族的外孙资格与胡安娜一同繼承西班牙（卡斯提爾和亞拉岡）王位，稱卡洛斯一世。卡洛斯获得胡安娜授权后成为共治国王，名义上与胡安娜共治，但因为她自身的精神健康问题和担心其被反对派提名为替代君主（就像在城市公社暴动中发生的那样），胡安娜仍然被囚禁如初，仅仅是名义上的女王。
卡洛斯上位后赞助了麦哲伦的环球旅行。1519年卡洛斯当选为神圣罗马帝国皇帝，称查理五世。
查理五世在1525年俘虜法王的帕維亞之戰、1527年擒獲教宗的羅馬之劫，確立西班牙在西歐與南歐的霸權地位。1535年，查理占领突尼斯等地。西班牙的统治地区包括德意志、尼德兰、意大利南部、突尼斯和美洲殖民地。16世纪时的西班牙成为了西欧第一强国，拥有基督欧洲最强大的海军和舰队（1571年前海軍與國力不如歐洲第一強的鄂圖曼帝國；1571年勒班陀戰役之後才勝過土耳其）。
1555年，一直被关在修道院里的胡安娜女王驾崩后，查理成为唯一的西班牙君主。1556年，查理將西班牙王位禪讓與其子腓力，並廢除了腓力及其後裔繼承奧地利爵位的權利，正式揭開了西班牙哈布斯堡王朝的序頁。

## 美洲殖民地
1571年10月，西班牙打败奥斯曼帝国的舰队，取得地中海的军事优势。西班牙在美洲的殖民地包括4个总督区：
- 新西班牙总督区（包括墨西哥、中美洲、西印度群岛）
- 新格林纳达总督区（包括哥伦比亚、巴拿马、委内瑞拉、厄瓜多尔）
- 秘鲁总督区（包括秘鲁、智利）
- 拉普拉塔总督区（包括阿根廷、玻利维亚、巴拉圭、乌拉圭）

总督由西班牙国王任命。每年有两支舰队从美洲运送各种货物回西班牙，垄断了世界可可豆市场长达1个世纪。16世纪中叶，每年从美洲运回的黄金达5500公斤，白银24.6万公斤，世界贵金属开采量的83%归西班牙所有。

## 短暫吞併葡萄牙

西班牙哈布斯堡王朝旗幟

在西班牙統一後，哈布斯堡王室漸漸向葡萄牙滲透。通過互相通婚，使哈布斯堡的血統混入葡萄牙的阿維斯王室。
腓力二世繼西班牙王位後，葡萄牙出現王位繼承危機。1578年，腓力的表弟，葡萄牙王塞巴斯蒂昂發動對北非穆斯林的聖戰，但不幸戰敗被俘後處決（葡國民的說法是失蹤）。已成為樞機主教的王叔恩里克企圖還俗繼承王位，但遭教宗額我略十三世/格高里十三世拒絕，最後於1580年無嗣而亡，由另一位姪子安東尼奧暫繼王位。但安東尼奧的繼承並不獲教宗承認，教宗反而傾向由恩里克的外甥，西班牙國王腓力承繼葡萄牙王位。
同年11月，腓力二世派阿尔瓦公爵帶領軍隊開進葡萄牙，很快攻陷里斯本，安東尼奧被迫流亡巴黎和葡萄牙若干個外島。
葡萄牙枢密院迫於軍事和教宗的壓力，容許菲利浦有條件地繼承葡萄牙王位，成為葡萄牙王費利佩一世。而條件便是：
- 葡萄牙維持由一獨立政府管治，不受西班牙政府管轄。
- 葡萄牙王國及其海外領地不得被國王擅自收編為西班牙領土或行省。
- 維持葡萄牙語的國語地位。

在西班牙吞并葡萄牙的同时继承了葡萄牙的海外殖民地，使西班牙成为当时世界上最强大的国家。
但是哈布斯堡王朝在葡萄牙的名聲一向不好，而且三十年戰爭的戰敗，更令西班牙哈布斯堡王室瀕臨破產邊緣，如腓力二世在去世前兩年的1596年宣佈破產。1609年尼德兰也发生革命从西班牙独立出去。在三十年戰爭期間歐洲一片反哈布斯堡的浪潮中，西班牙面臨不斷的挫敗，讓首相奥利瓦雷斯公爵的雄心壯志灰飛煙滅；葡萄牙終於在1640年發動恢復獨立活動。同年12月1日，葡萄牙枢密院立先王曼努埃尔一世的玄孫，布拉干薩公爵約翰為葡萄牙王若昂四世。葡萄牙恢復獨立，哈布斯堡王室也結束了對葡萄牙達60年，歷3代君主的管治。

## 西班牙王位繼承戰爭

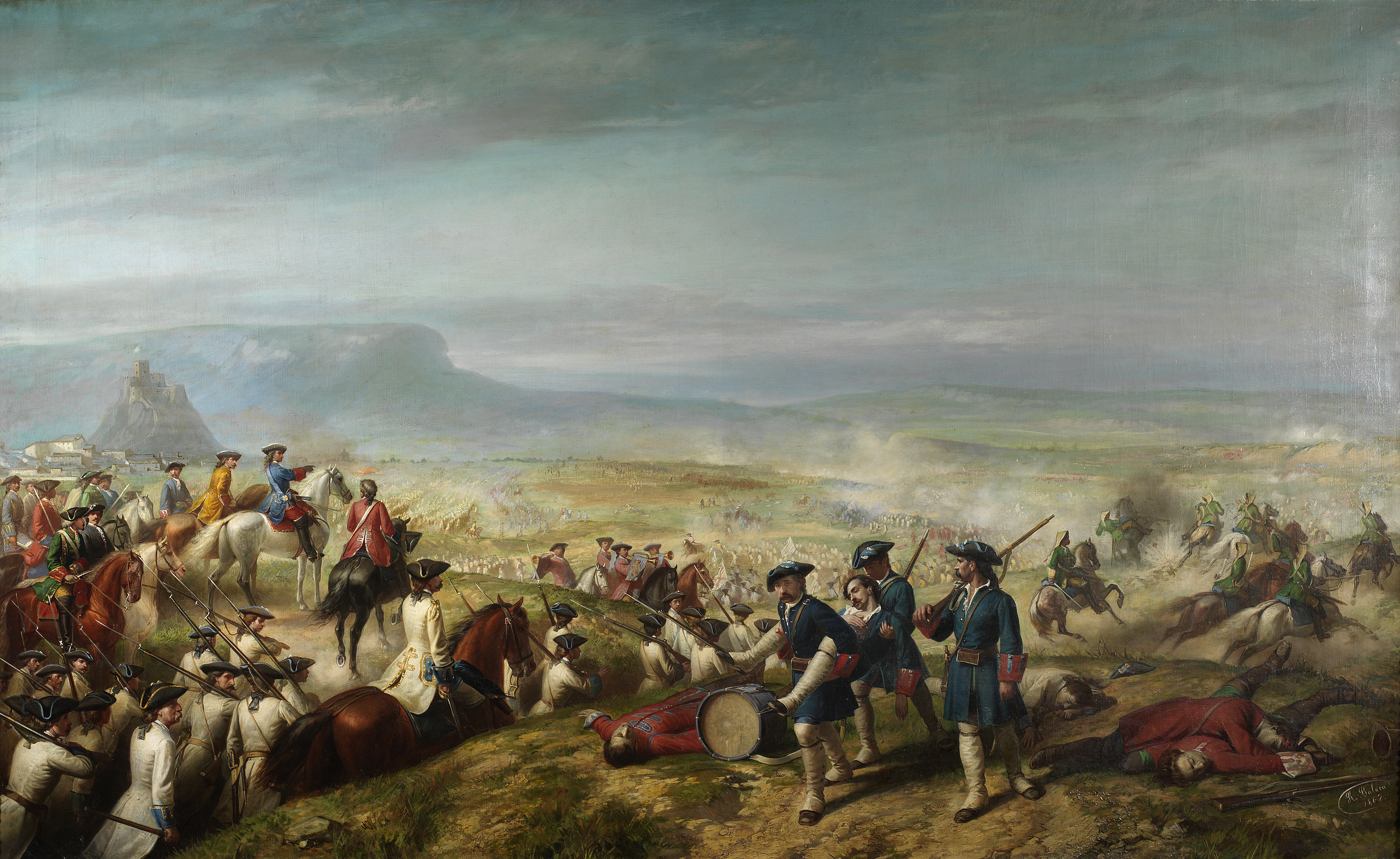
在1707年的阿爾曼薩戰役中，法西聯軍大敗大同盟，取得東西班牙的控制權

1700年，西班牙国王卡洛斯二世的去世，结束了哈布斯堡家族對西班牙歷5代的統治。礙於卡洛斯一世的遺詔，卡洛斯二世把王位传给了他的外甥，來自波旁王室的法王路易十四之孙安茹公爵腓力，而非他的奧地利表親。由于与奥地利王室的近亲关系，西班牙的外交政策一般是亲奥地利的，而路易十四决心在西班牙建立一个亲法的政权。他為了他的孫子得以繼承西班牙王位，他執意廢除與英國，荷蘭和奧地利簽定的《1700年倫敦條約》。神聖羅馬皇帝，卡洛斯的表親利奥波德一世为支持其子卡爾大公竞争西班牙王位，便以路易十四毀約為由，於1702年对法国发动西班牙王位继承战争。
法國的宿敵英國和荷蘭，初期曾一度承認腓力五世的繼位，但腓力五世宣佈切斷西班牙和英荷兩國的貿易關係，將兩國推向奧地利的一邊，再加上1701年路易十四支持被廢英王詹姆斯二世的兒子，信奉天主教的詹姆斯王子奪回他姐夫——英王兼荷蘭執政威廉三世的王位，並且否定其姐安妮女王的王位繼承權，這使得英國的反法立場更為堅定。英國、荷蘭聯同大部分德意志城邦如漢諾威和普魯士，都站在奧地利哈布斯堡王室的一邊。巴伐利亞和科隆選帝侯以及葡萄牙王國和薩伏依公國就站在法國波旁王室的一邊（葡、薩不久即倒戈）。而西班牙本土，也出現了反波旁的武裝，而亞拉岡王國、華倫西亞和加泰隆尼亞地區更宣佈效忠哈布斯堡王朝。
奧地利軍元帥，萨伏依的歐根親王帶領奧軍於1702年進佔法國勢力範圍米蘭公國，揭開了戰爭的序幕。而英軍統帥，前首相邱吉爾的祖先--马尔巴罗公爵亦帶領英軍，進入西屬尼德蘭，支援荷蘭。而奧地利軍隊也在阿拉貢、華倫西亞和加泰隆尼亞等西班牙領土站穩了腳跟，英軍更乘機佔領了直布羅陀。西班牙本土、尼德蘭低地和北美洲成為此戰的主要戰場。這場戰爭爆發時，英王威廉三世剛駕崩不久，因此戰爭主要戰事都發生在安妮女王在位時，因此在北美又稱為安妮女王之役。
1711年，經過多年交戰，歐洲各國的緊張關係因為各種因素緩和下來。在英国，反戰的托利黨獲得政權，而波旁王朝也願意為英荷兩國商人提供貿易優惠和保障。因此三國於1713年簽定烏得勒支和約。而1714年，哈布斯堡王軍在西班牙最後一個據點巴塞隆納的陷落，促成了奧法拉什塔特和約和巴登和约。而奧西之間的領土紛爭直至1720年，四国同盟战争後的議和才得以最終解決。

## 參看
- 哈布斯堡王朝
- 西班牙帝國
- 哈布斯堡王朝君主列表
- 奧地利哈布斯堡王朝
- 哈布斯堡-洛林王朝

## 相关书籍
- Armstrong, Edward (1902). The Emperor Charles V. New York: The Macmillan Company
- Black, Jeremy (1996). The Cambridge Illustrated Atlas of Warfare: Renaissance to Revolution. Cambridge: Cambridge University Press. ISBN 0-521-47033-1
- Braudel, Fernand (1972). The Mediterranean and the Mediterranean World in the Age of Philip II, trans. Siân Reynolds. New York: Harper & Row. ISBN 0-06-090566-2
- Brown, J. and Elliott, J. H. (1980). A palace for a king. The Buen Retiro and the Court of Philip IV. New Haven: Yale University Press
- Brown, Jonathan (1998). Painting in Spain: 1500–1700. New Haven: Yale University Press. ISBN 0-300-06472-1
- Dominguez Ortiz, Antonio (1971). The golden age of Spain, 1516–1659. Oxford: Oxford University Press. ISBN 0-297-00405-0
- Edwards, John (2000). The Spain of the Catholic Monarchs, 1474–1520. New York: Blackwell. ISBN 0-631-16165-1
- Harman, Alec (1969). Late Renaissance and Baroque music. New York: Schocken Books.
- Kamen, Henry (1998). Philip of Spain. New Haven and London: Yale University Press. ISBN 0-300-07800-5
- Kamen, Henry (2003). Empire: How Spain Became a World Power, 1492–1763. New York: HarperCollins. ISBN 0-06-093264-3
- Kamen, Henry (2005). Spain 1469–1714. A Society of Conflict (3rd ed.) London and New York: Pearson Longman. ISBN 0-582-78464-6
- Parker, Geoffrey (1997). The Thirty Years' War (2nd ed.). New York: Routledge. ISBN 0-415-12883-8
- Parker, Geoffrey (1972). The Army of Flanders and the Spanish road, 1567–1659; the logistics of Spanish victory and defeat in the Low Countries' Wars.. Cambridge: Cambridge University Press. ISBN 0-521-08462-8
- Parker, Geoffrey (1977). The Dutch revolt. Cambridge: Cambridge University Press. ISBN 0-8014-1136-X
- Parker, Geoffrey (1978). Philip II. Boston: Little, Brown. ISBN 0-316-69080-5
- Parker, Geoffrey (1997). The General Crisis of the Seventeenth Century. New York: Routledge. ISBN 0-415-16518-0
- Stradling, R. A. (1988). Philip IV and the Government of Spain. Cambridge: Cambridge University Press. ISBN 0-521-32333-9
- Various (1983). Historia de la literatura espanola. Barcelona: Editorial Ariel
- Gallardo, Alexander (2002), "Spanish Economics in the 16th Century; Theory, Policy, and Preactice", Lincoln, NE:Writiers Club Press,2002. ISBN 0-595-26036-5.

| 前朝： 特拉斯塔馬拉王朝 阿維什王朝 | 西班牙王朝 1556-1700 葡萄牙王朝 1580-1640 | 后朝： 西班牙波旁王朝 布拉干薩王朝 |